# شهرستان آتباسار
شهرستان آتباسار (به قزاقی: Атбасар ауданы، اتباسار اۋدانى) یک شهرستان در قزاقستان است که در استان آق‌مولا واقع شده‌است.

## خصوصیات
شهرستان آتباسار ۷٬۴۰۰ کیلومترمربع مساحت و ۵۰٬۰۴۶ نفر جمعیت دارد.